# Tom Tierney
Tom Tierney (Limerick, República de Irlanda; 1 de septiembre de 1976-24 de febrero de 2023) fue un jugador y entrenador de rugby de República de Irlanda que jugó en la posición de medio scrum.

## Carrera

### Club
| Periodo   | Club                     |
| --------- | ------------------------ |
| 1996-2002 | Garryowen FC             |
| 1998-2000 | → Munster Rugby (cedido) |
| 2002-2004 | Leicester Tigers         |
| 2004-2006 | Connacht Rugby           |

### Selección nacional
Jugó para Irlanda en ocho ocasiones de 1999 a 2000 y anotó cinco puntos. Participó en la copa Mundial de Rugby de 1999 y el Torneo de las Seis Naciones 2000.

### Entrenador
| Periodo   | Club                       |
| --------- | -------------------------- |
| 2007-2010 | Galwegians Rugby           |
| 2010-2014 | Garryowen FC               |
| 2014-2017 | Selección nacional femenil |